# Guillaume Restes
Guillaume Restes (* 11. března 2005) je francouzský profesionální fotbalista, který k březnu 2024 hraje na pozici brankáře za klub Toulouse FC.

## Klubová kariéra
Restes se narodil v Toulouse a do akademie Toulouse FC přišel v šesti letech z klubu z předměstí Montaudran.
Svou první profesionální smlouvu s klubem podepsal v létě 2021. Jeho slibné výkony v mládežnickém týmu a v rezervě v lize Championnat National 3 mu brzy vynesly srovnání s bývalým hráčem Toulouse Albanem Lafontem.
Během předsezónní přípravy v roce 2023 se Restes, navzdory příchodu šampiona Segunda División Álexe Domíngueze a oznámení, že Kjetil Haug bude brankářskou jedničkou, etabloval jako 1. gólman po odchodu Maxima Dupého a odehrál celé poslední letní přátelské utkání, domácí výhru 2:1 nad AS Řím, který vedl José Mourinho.
Restes debutoval v prvním týmu Toulouse FC 13. srpna 2023, kdy odehrál celých 90 minut při výhře 2:1 v Ligue 1 nad Nantes, přičemž mladý brankář si za svůj výkon vysloužil chválu.

## Reprezentační kariéra
Guillaume Restes je mládežnický reprezentant Francie v kategoriích do 17 a 18 let.
Vzhledem k tomu, že jeho matka je původem z Pobřeží slonoviny, Restes může hrát i za národní tým Pobřeží slonoviny.

## Statistiky

### Klubové
Platí k zápasu hranému 4. února 2024.
| Klub              | Sezóna            | Liga                   | Liga   | Liga | Národní pohár | Národní pohár | Kontinentální | Kontinentální | Ostatní | Ostatní | Celkově | Celkově |
| Klub              | Sezóna            | Soutěž                 | Zápasy | Góly | Zápasy        | Góly          | Zápasy        | Góly          | Zápasy  | Góly    | Zápasy  | Góly    |
| ----------------- | ----------------- | ---------------------- | ------ | ---- | ------------- | ------------- | ------------- | ------------- | ------- | ------- | ------- | ------- |
| Toulouse B        | 2021/22           | Championnat National 3 | 4      | 0    | —             | —             | —             | —             | —       | —       | 4       | 0       |
| Toulouse B        | 2022/23           | Championnat National 3 | 12     | 0    | —             | —             | —             | —             | —       | —       | 12      | 0       |
| Toulouse B        | Celkově           | Celkově                | 16     | 0    | —             | —             | —             | —             | —       | —       | 16      | 0       |
| Toulouse          | 2023/24           | Ligue 1                | 26     | 0    | 0             | 0             | 8             | 0             | 1       | 0       | 35      | 0       |
| Celkově v kariéře | Celkově v kariéře | Celkově v kariéře      | 42     | 0    | 0             | 0             | 8             | 0             | 1       | 0       | 51      | 0       |